# مهرجان الأوبرا الدولي
مهرجان الأوبرا الدولي هو مهرجان سنوي موسيقي يقام في الرياض عاصمة المملكة العربية السعودية، بتنظيم هيئة الموسيقى التابعة لوزارة الثقافة. يقدم عروض متنوعة من الأوبرا لفنانين عالميين، بهدف الاحتفاء بفن الأوبرا وجذب محبيه وفتح باب التبادل الثقافي مع العالم.

## النسخة الأولى
أُقيمت النسخة الأولى في يونيو 2022، على مسرح أبو بكر سالم في بوليفارد سيتي بالرياض، على مدى ثلاث ليال بمشاركة أوبراليين عالميين، وفنانين سعوديين هما سوسن البهيتي وخيران الزهراني، بالإضافة إلى معرض خاص حول الفن الكلاسيكي والمقتنيات المرتبطة به مثل، الأزياء وتاريخ الأوبرا بآلاتها الموسيقية وأهم مسارح الأوبرا العالمية.

## النسخة الثانية
أُقيمت النسخة الثانية في نوفمبر 2023، على المسرح الأحمر بجامعة الأميرة نورة بالرياض، على مدى ثلاث ليال بمشاركة مجموعة من أشهر فناني الأوبرا العالميين، برفقة فرقة الأوركسترا الفلهارمونية العالمية. وصاحب المهرجان معرض "فرانكو زيفيريلي" المخرج الإيطالي الشهير حيث عرضت مسيرته وأهم إسهاماته في عالم الأوبرا.